# Magnan
Magnan település Franciaországban, Gers megyében. Lakosainak száma 231 fő (2022. január 1.). Magnan Arblade-le-Haut, Caupenne-d’Armagnac, Le Houga, Lanne-Soubiran, Laujuzan, Luppé-Violles és Perchède községekkel határos.

## Népesség
A település népességének változása:
| Lakosok száma | 207  | 185  | 205  | 204  | 256  | 247  | 239  | 234  | 233  | 231  |
|               | 1968 | 1982 | 1990 | 2006 | 2013 | 2015 | 2017 | 2019 | 2020 | 2022 |